# Thianitara spectrum
Espèce
Thianitara spectrum est une espèce d'araignées aranéomorphes de la famille des Salticidae.

## Distribution
Cette espèce se rencontre en Indonésie à Sumatra et en Malaisie.

## Description
Le mâle holotype mesure 5 mm,.

## Publication originale
- Simon, 1903 : Histoire naturelle des araignées. Paris, vol. 2, p. 669-1080 (texte intégral).